# Lafage-sur-Sombre
Pour les articles homonymes, voir Lafage et Sombre (homonymie).
Lafage-sur-Sombre (La Faja en occitan) est une commune française située dans le département de la Corrèze en région Nouvelle-Aquitaine.
Ses habitants sont appelés les Fageous et les Fageounes.

## Géographie

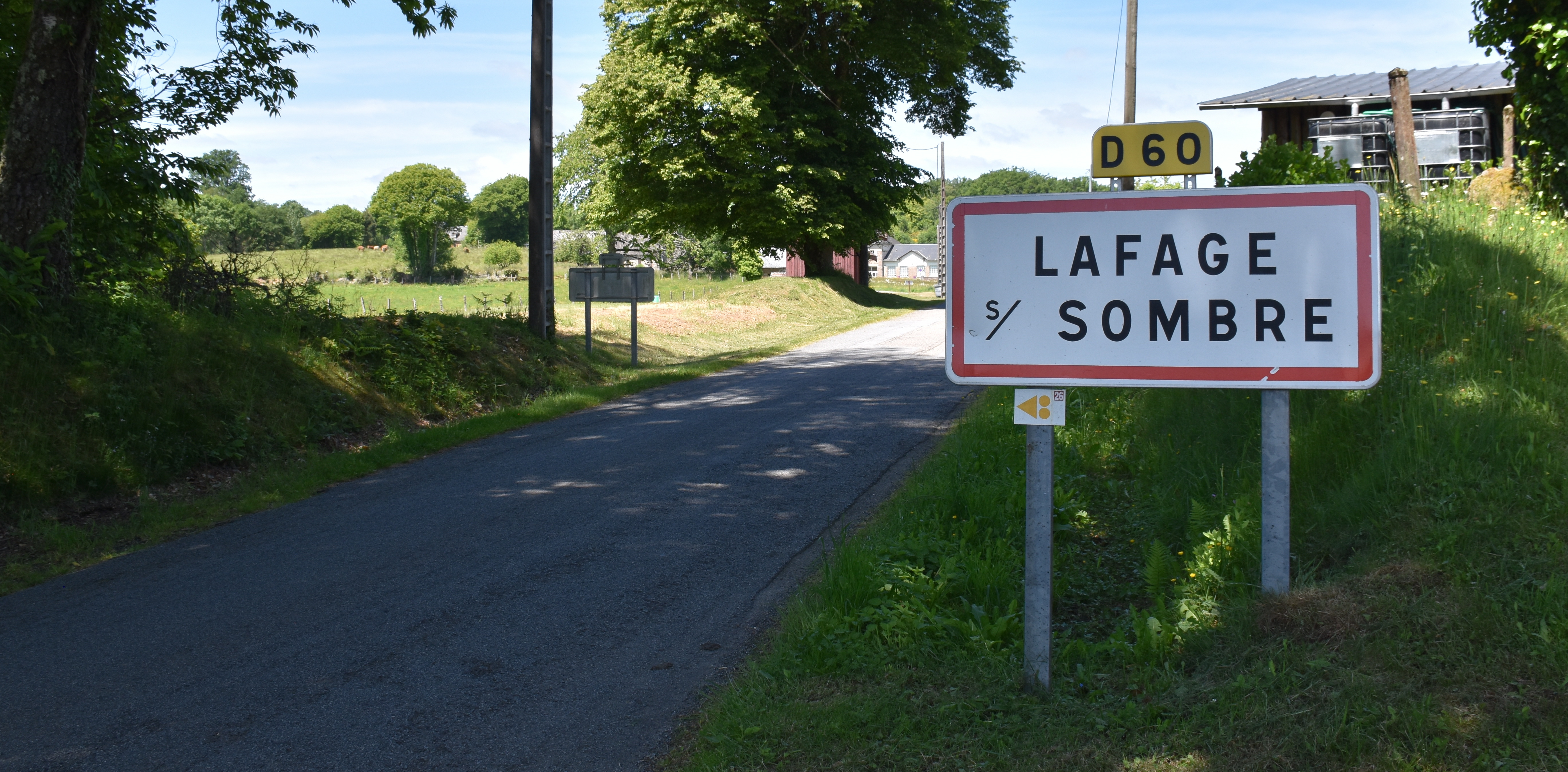
Une entrée du village.

Commune du Massif central proche de la vallée de la Dordogne, en Haute-Corrèze, la commune de Lafage-sur-Sombre est située sur l'ex-canton de Lapleau, à plus de 620 m d'altitude.
Le village est traversé par le ruisseau la Sombre et la commune est brièvement bordée à l'ouest par le Doustre.
Lieux-dits et écarts : les Ayres, le Bourg, Chastagnier, Chabannier, Ceyrat, Constant, les Croix, le Feix, la Foussie, les Guenies, la Jarrige, Malissard, Pradiomergue, Prauvialle, Rouffiange, la Servarie, le Tilleul, Vergne, Verronnière,  etc.

### Communes limitrophes
Les communes limitrophes sont Champagnac-la-Noaille, Marcillac-la-Croisille, Saint-Hilaire-Foissac, Saint-Merd-de-Lapleau et Montaignac-sur-Doustre.

### Climat
Pour des articles plus généraux, voir Climat de la Nouvelle-Aquitaine et Climat de la Corrèze.
Historiquement, la commune est exposée à un climat montagnard.  
En 2020, Météo-France publie une typologie des climats de la France métropolitaine dans laquelle la commune est exposée à un climat de montagne et est dans la région climatique  Ouest et nord-ouest du Massif Central, caractérisée par une pluviométrie annuelle de 900 à 1 500 mm, maximale en automne et en hiver.
Pour la période 1971-2000, la température annuelle moyenne est de 9,9 °C, avec  une amplitude thermique annuelle de 15,1 °C. Le cumul annuel moyen de précipitations est de 1 311 mm, avec 14,4 jours de précipitations en janvier et 8,4 jours en juillet. Pour la période 1991-2020, la température moyenne annuelle observée sur la station météorologique la plus proche, située sur la commune de Marcillac-la-Croisille à 4 km à vol d'oiseau, est de 10,8 °C et le cumul annuel moyen de précipitations est de 1 318,8 mm,. Pour l'avenir, les paramètres climatiques de la commune estimés pour 2050 selon différents scénarios d’émission de gaz à effet de serre sont consultables sur un site dédié publié par Météo-France en novembre 2022.

## Urbanisme

### Typologie
Au 1er janvier 2024, Lafage-sur-Sombre est catégorisée commune rurale à habitat très dispersé, selon la nouvelle grille communale de densité à 7 niveaux définie par l'Insee en 2022.
Elle est située hors unité urbaine. Par ailleurs la commune fait partie de l'aire d'attraction de Tulle, dont elle est une commune de la couronne,. Cette aire, qui regroupe 43 communes, est catégorisée dans les aires de moins de 50 000 habitants,.

### Occupation des sols
L'occupation des sols de la commune, telle qu'elle ressort de la base de données européenne d’occupation biophysique des sols Corine Land Cover (CLC), est marquée par l'importance des forêts et milieux semi-naturels (77,2 % en 2018), une proportion sensiblement équivalente à celle de 1990 (77,5 %). La répartition détaillée en 2018 est la suivante : 
forêts (76,8 %), prairies (18,7 %), zones agricoles hétérogènes (3,8 %), milieux à végétation arbustive et/ou herbacée (0,4 %), eaux continentales (0,3 %).
L'évolution de l’occupation des sols de la commune et de ses infrastructures peut être observée sur les différentes représentations cartographiques du territoire : la carte de Cassini (XVIIIe siècle), la carte d'état-major (1820-1866) et les cartes ou photos aériennes de l'IGN pour la période actuelle (1950 à aujourd'hui).

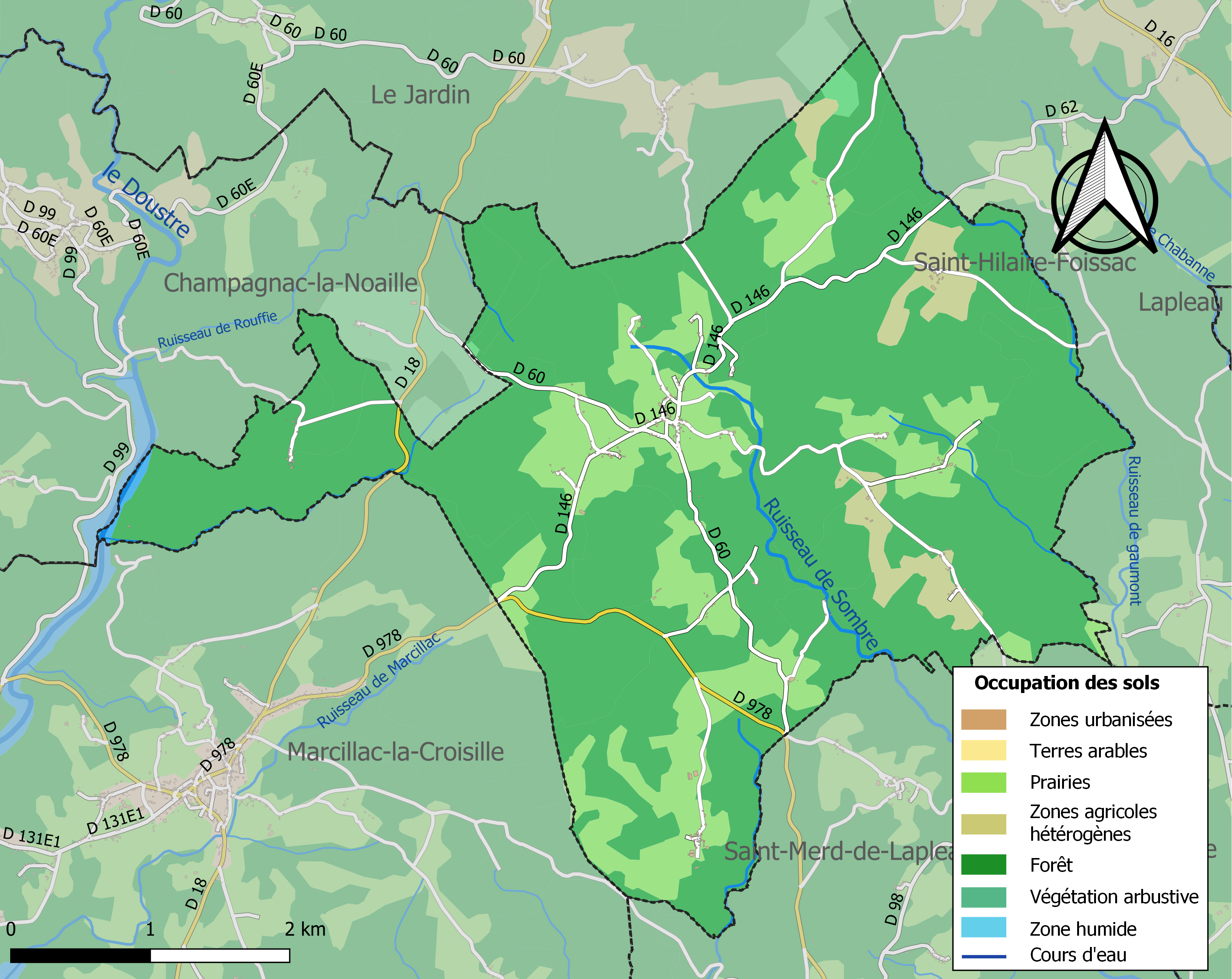
Carte des infrastructures et de l'occupation des sols de la commune en 2018 (CLC).

### Risques majeurs
Le territoire de la commune de Lafage-sur-Sombre est vulnérable à différents aléas naturels : météorologiques (tempête, orage, neige, grand froid, canicule ou sécheresse), feux de forêts et séisme (sismicité très faible). Il est également exposé à un risque particulier : le risque de radon. Un site publié par le BRGM permet d'évaluer simplement et rapidement les risques d'un bien localisé soit par son adresse soit par le numéro de sa parcelle.

#### Risques naturels

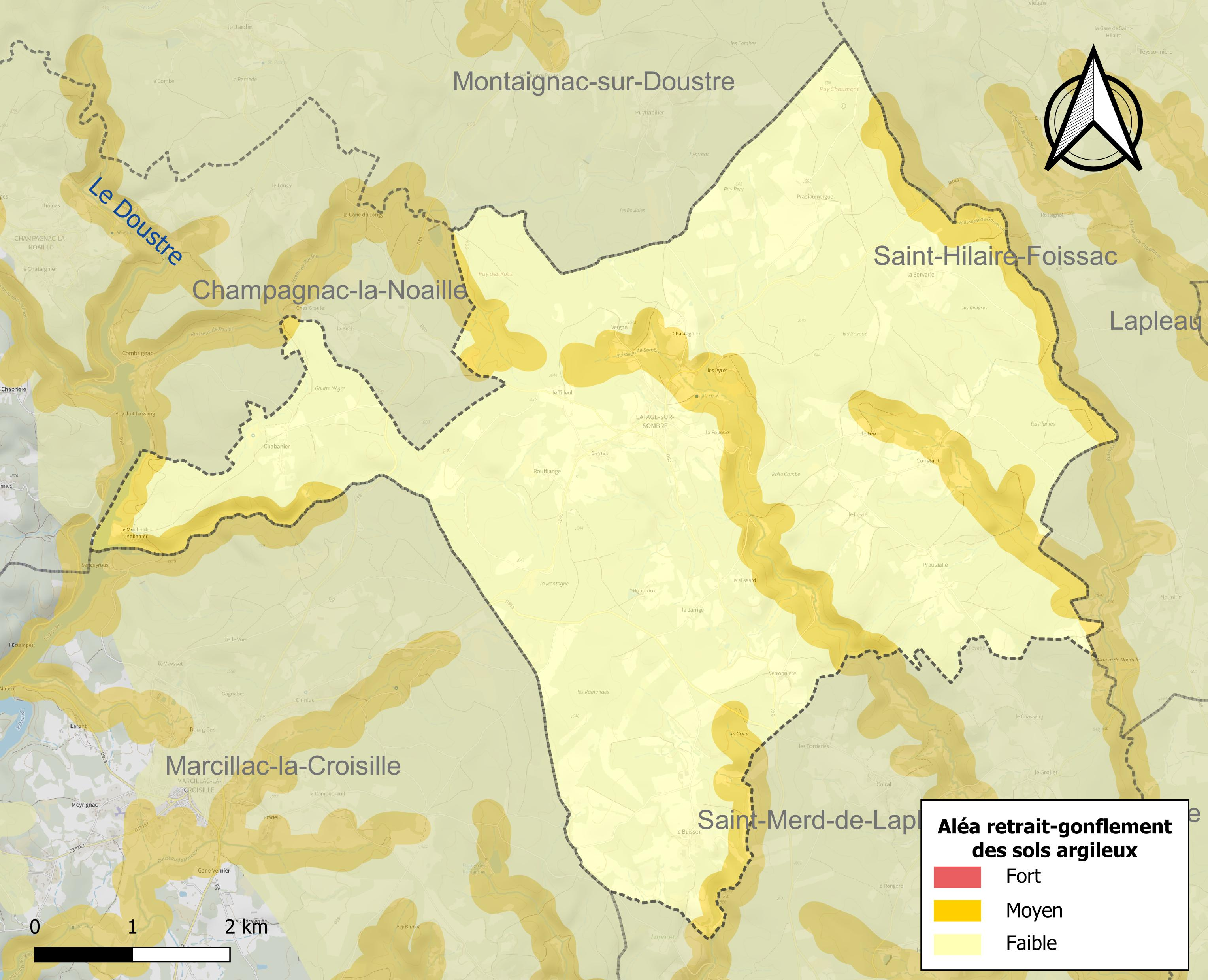
Carte des zones d'aléa retrait-gonflement des sols argileux de Lafage-sur-Sombre.

Le retrait-gonflement des sols argileux est susceptible d'engendrer des dommages importants aux bâtiments en cas d’alternance de périodes de sécheresse et de pluie. 17,9 % de la superficie communale est en aléa moyen ou fort (26,8 % au niveau départemental et 48,5 % au niveau national). Sur les 143 bâtiments dénombrés sur la commune en 2019,  15 sont en aléa moyen ou fort, soit 10 %, à comparer aux 36 % au niveau départemental et 54 % au niveau national. Une cartographie de l'exposition du territoire national au retrait gonflement des sols argileux est disponible sur le site du BRGM,.
Concernant les feux de forêt, aucun plan de prévention des risques incendie de forêt (PPRIF) n’a été établi en Corrèze, néanmoins le code de l’urbanisme impose la prise en compte des risques dans les documents d’urbanisme. Le périmètre des servitudes d'utilité publique et des zones d'obligation légale de débroussaillement pour les particuliers est quant à lui défini pour la commune dans une carte dédiée. 

#### Risque particulier
Dans plusieurs parties du territoire national, le radon, accumulé dans certains logements ou autres locaux, peut constituer une source significative d’exposition de la population aux rayonnements ionisants. Certaines communes du département sont concernées par le risque radon à un niveau plus ou moins élevé. Selon la classification de 2018, la commune de Lafage-sur-Sombre est classée en zone 3, à savoir zone à potentiel radon significatif. 

## Politique et administration
| Période        | Période        | Identité                 | Étiquette | Qualité                                             |
| -------------- | -------------- | ------------------------ | --------- | --------------------------------------------------- |
| 1793           | 1807           | Jean Buisson             |           |                                                     |
| 1808           | 1819           | Antoine Chabrière        |           |                                                     |
| 1820           | 1830           | Guillaume Boulègue       |           |                                                     |
| 1831           | septembre 1833 | Pierre Tautou            |           |                                                     |
| septembre 1833 | 1846           | Jean-Baptiste Porte      |           |                                                     |
| 1847           | août 1848      | Etienne Tautou           |           |                                                     |
| septembre 1848 | août 1860      | Louis Boulègue           |           |                                                     |
| août 1860      | 1874           | François Tautou          |           |                                                     |
| 1875           | 1876           | Jean-Baptiste-Léon Porte |           |                                                     |
| 1877           | ...            | Pierre Vachal            |           |                                                     |
| ...            | ...            | ...                      |           |                                                     |
| avant 1988     | ?              | Guy Fargeix              | PS        |                                                     |
| mars 2001      | mars 2008      | Bertrand Chassagnard     | UMP       | Conseiller général du canton de Lapleau (1992-2015) |
| mars 2008      | mars 2014      | Paule Busson             | PS        |                                                     |
| mars 2014      | mai 2020       | Jean-Yves Malissard      | DVD       | Agriculteur                                         |
| mai 2020       | En cours       | Dominique Verbrugge      | DVD       | Retraité                                            |

## Population et société

### Démographie
L'évolution du nombre d'habitants est connue à travers les recensements de la population effectués dans la commune depuis 1793. Pour les communes de moins de 10 000 habitants, une enquête de recensement portant sur toute la population est réalisée tous les cinq ans, les populations de référence des années intermédiaires étant quant à elles estimées par interpolation ou extrapolation. Pour la commune, le premier recensement exhaustif entrant dans le cadre du nouveau dispositif a été réalisé en 2004.

En 2022, la commune comptait 135 habitants, en évolution de +12,5 % par rapport à 2016 (Corrèze : −0,59 %, France hors Mayotte : +2,11 %).
| 1793 | 1800 | 1806 | 1821 | 1831 | 1836 | 1841 | 1846 | 1851 |
| ---- | ---- | ---- | ---- | ---- | ---- | ---- | ---- | ---- |
| 601  | 599  | 561  | 551  | 527  | 609  | 586  | 618  | 593  |

| 1856 | 1861 | 1866 | 1872 | 1876 | 1881 | 1886 | 1891 | 1896 |
| ---- | ---- | ---- | ---- | ---- | ---- | ---- | ---- | ---- |
| 602  | 567  | 580  | 536  | 578  | 544  | 614  | 594  | 561  |

| 1901 | 1906 | 1911 | 1921 | 1926 | 1931 | 1936 | 1946 | 1954 |
| ---- | ---- | ---- | ---- | ---- | ---- | ---- | ---- | ---- |
| 591  | 551  | 604  | 540  | 514  | 502  | 457  | 357  | 291  |

| 1962 | 1968 | 1975 | 1982 | 1990 | 1999 | 2004 | 2006 | 2009 |
| ---- | ---- | ---- | ---- | ---- | ---- | ---- | ---- | ---- |
| 275  | 207  | 158  | 162  | 159  | 116  | 123  | 122  | 118  |

| 2014 | 2019 | 2022 | - | - | - | - | - | - |
| ---- | ---- | ---- | - | - | - | - | - | - |
| 118  | 134  | 135  | - | - | - | - | - | - |

## L'église Saint-Jean-Baptiste

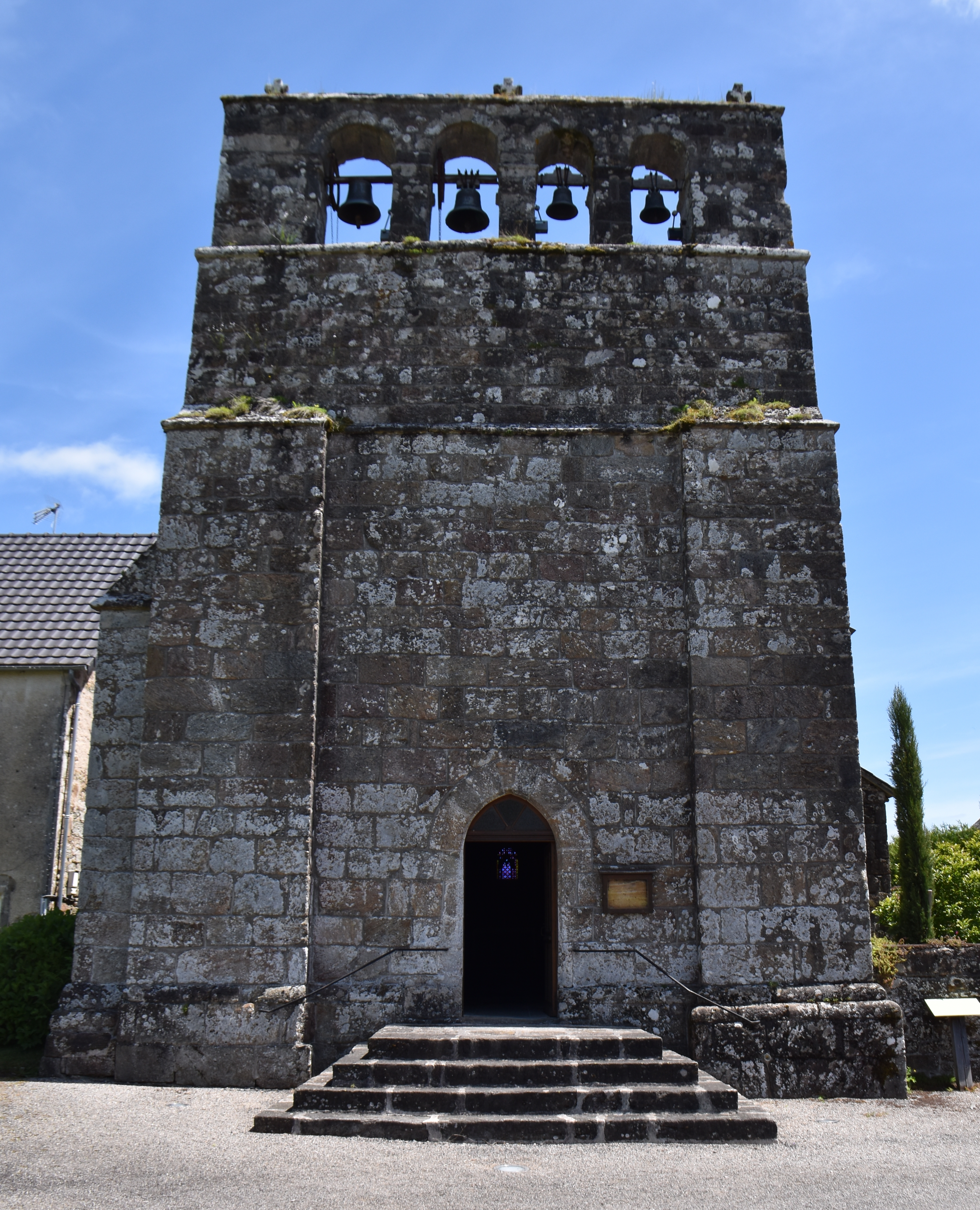
Façade de l'église avec son clocher-mur percé de 4 baies campanaires.
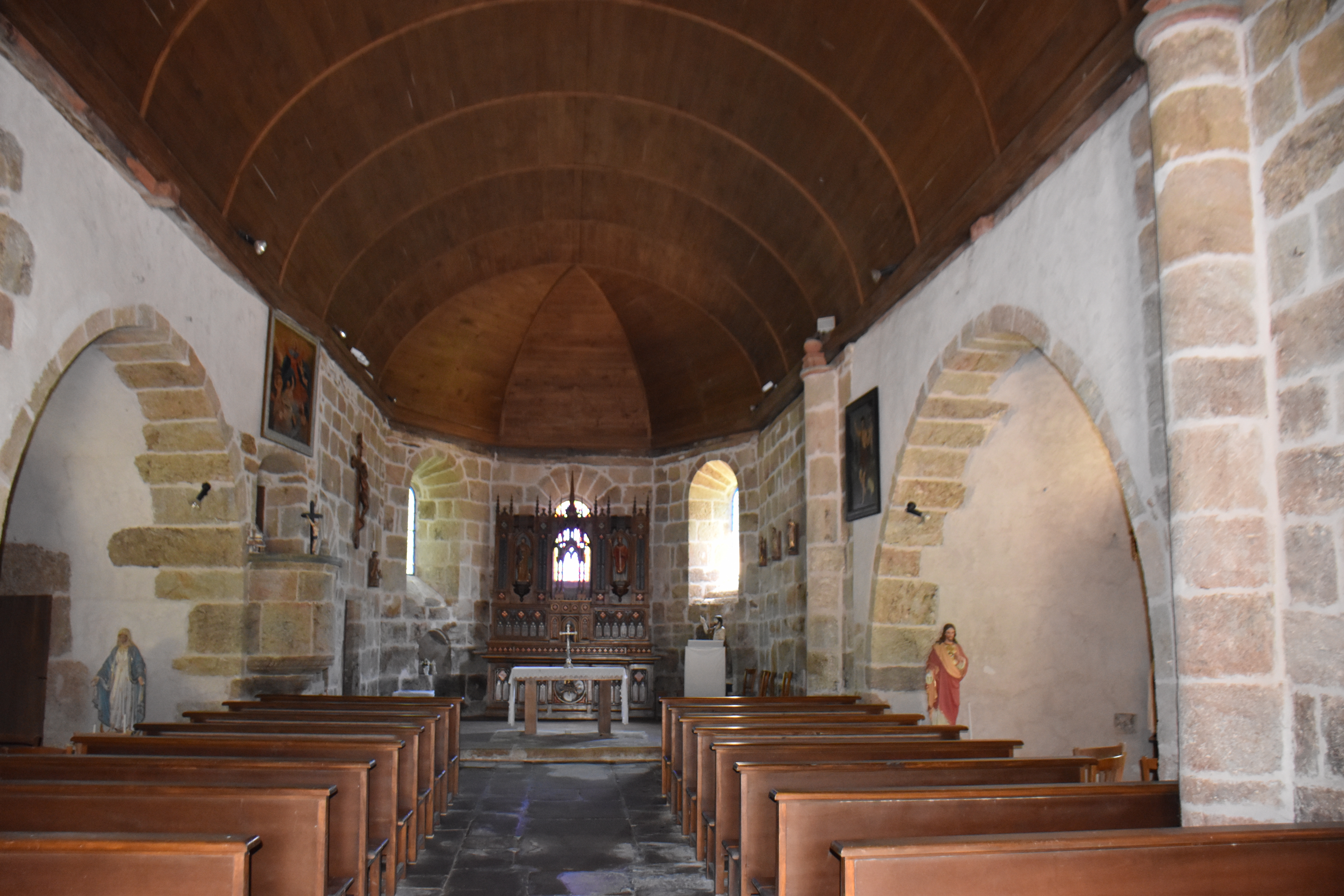
La nef.
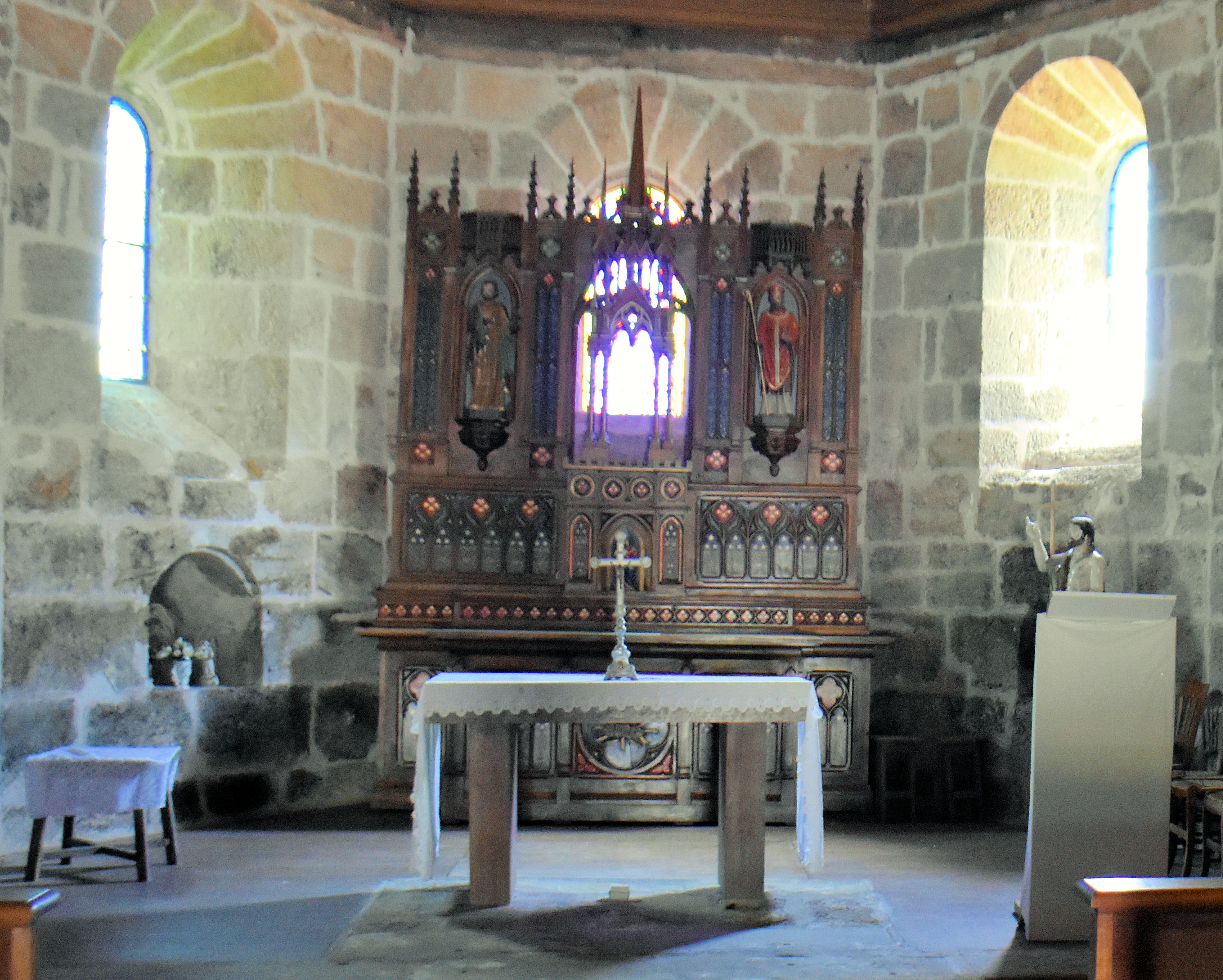
Le chœur.
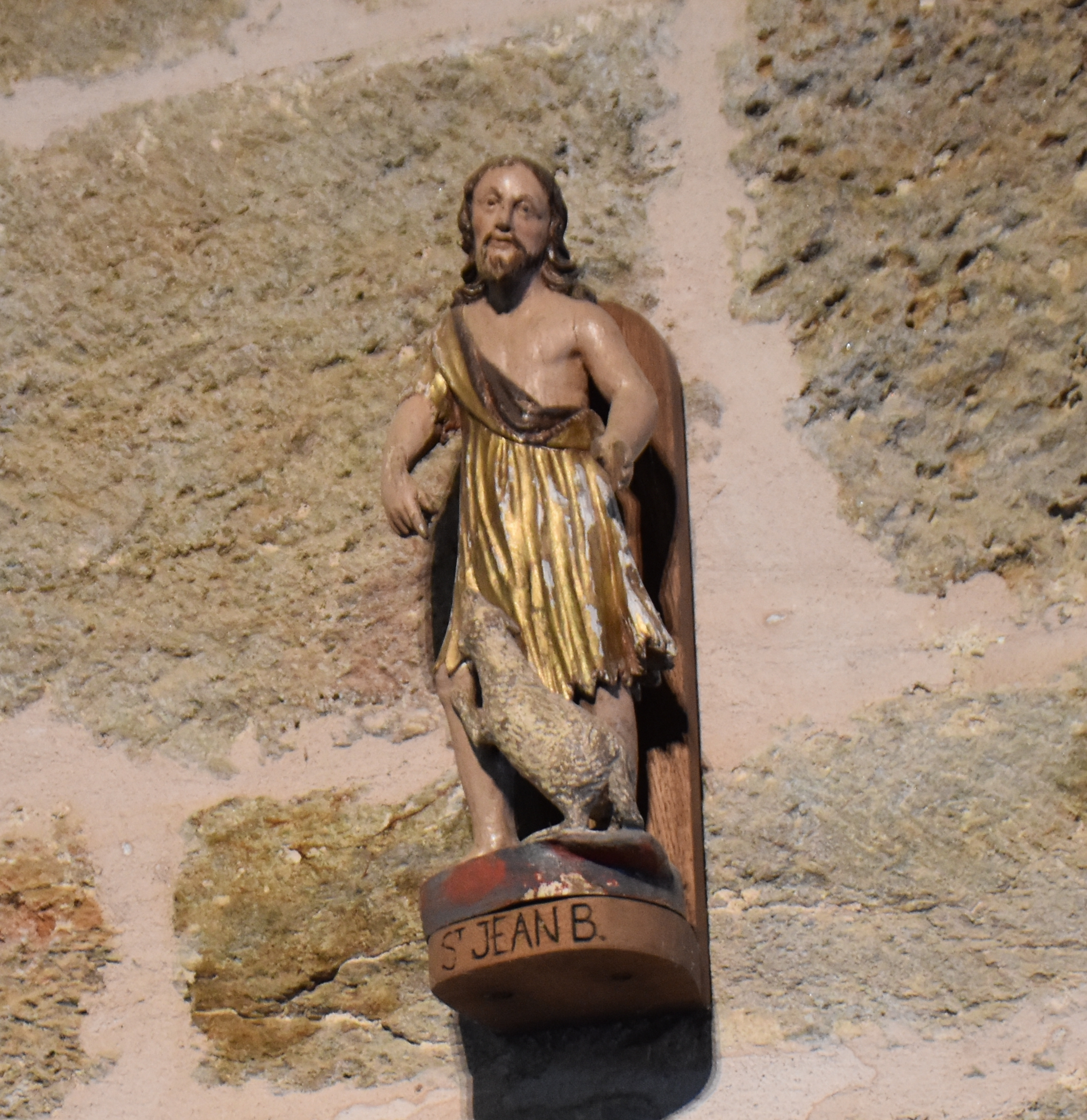
Statue de Saint-Jean-Baptiste.
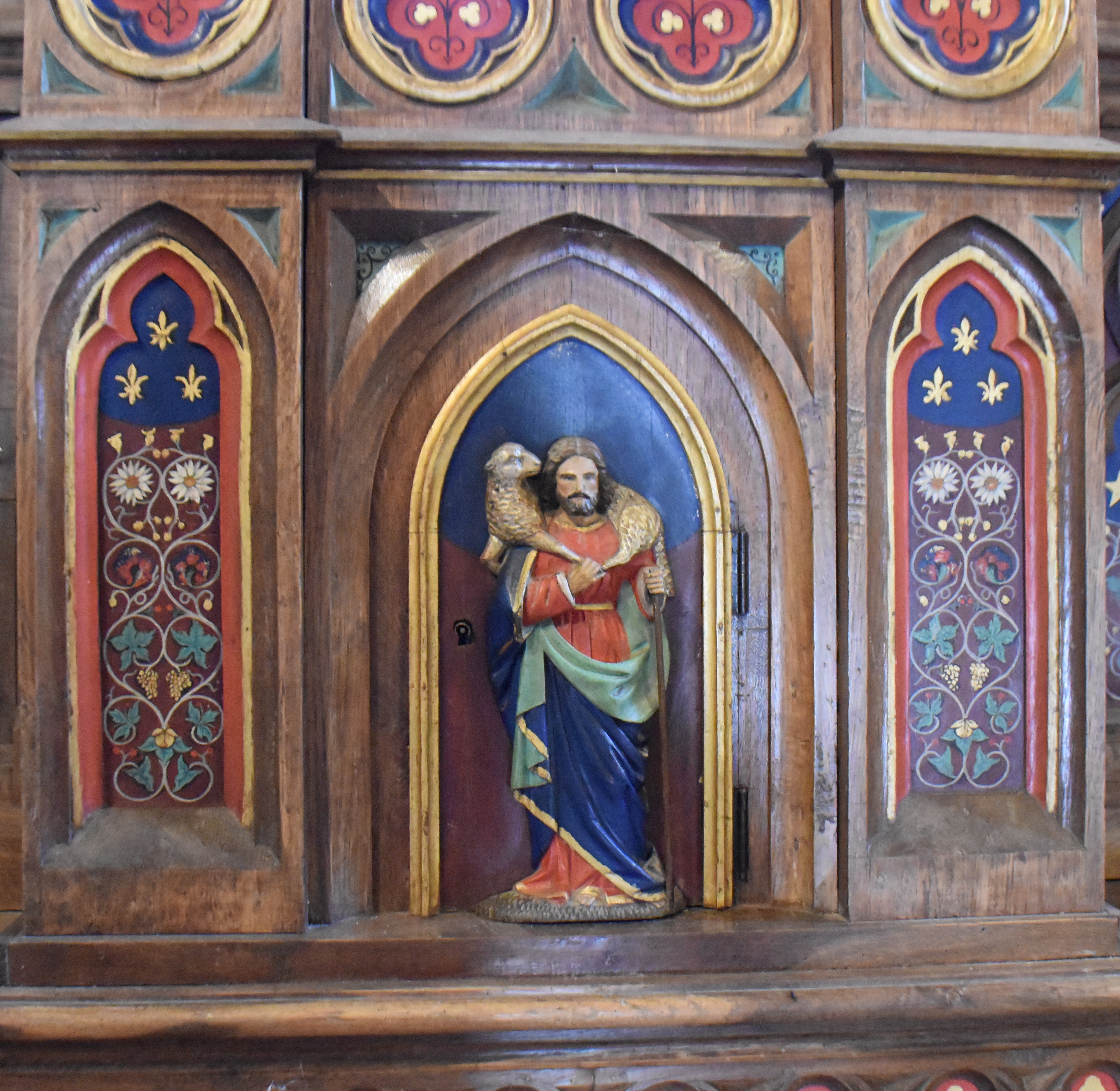
Détail du tabernacle.

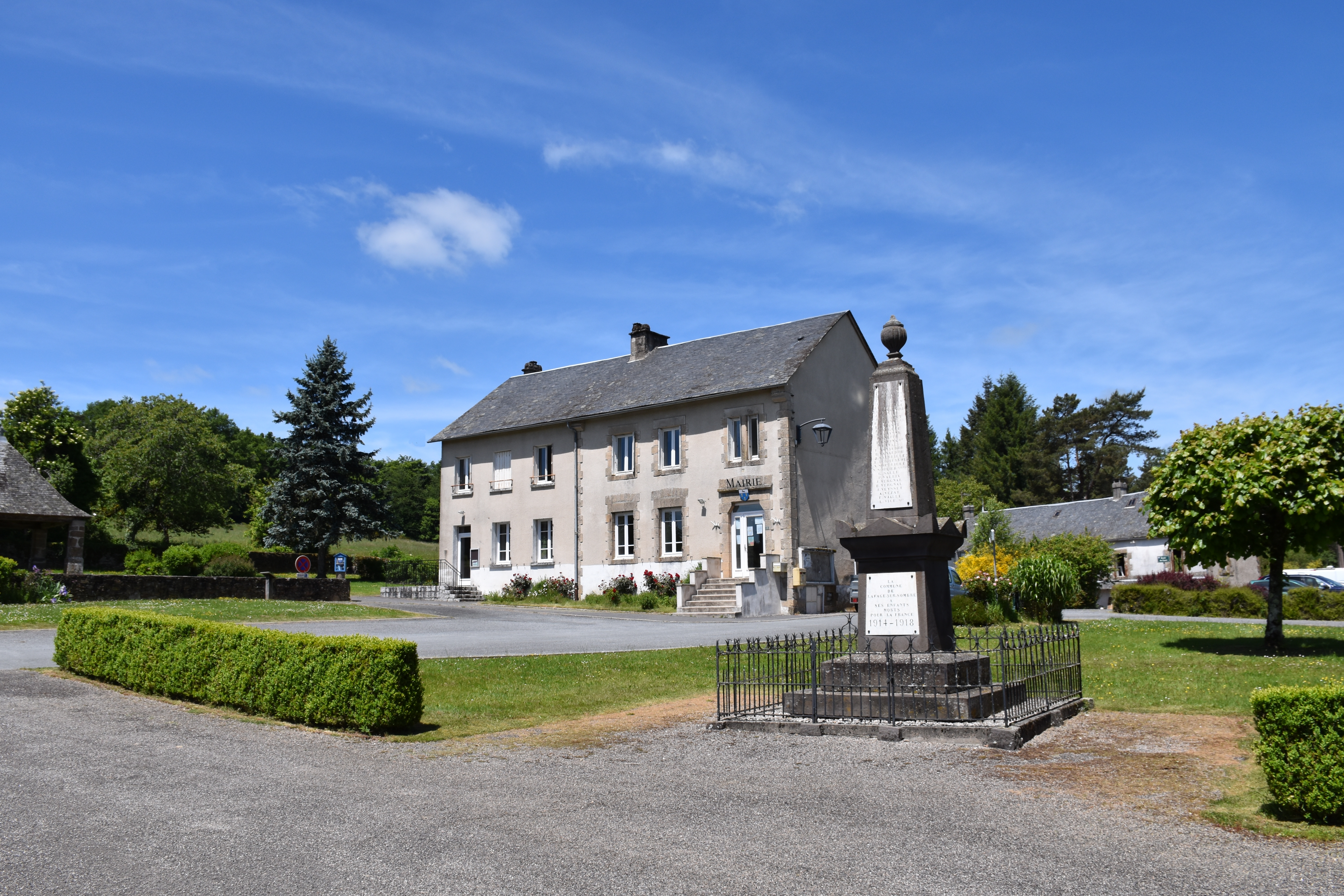
Vue de la place côté mairie.
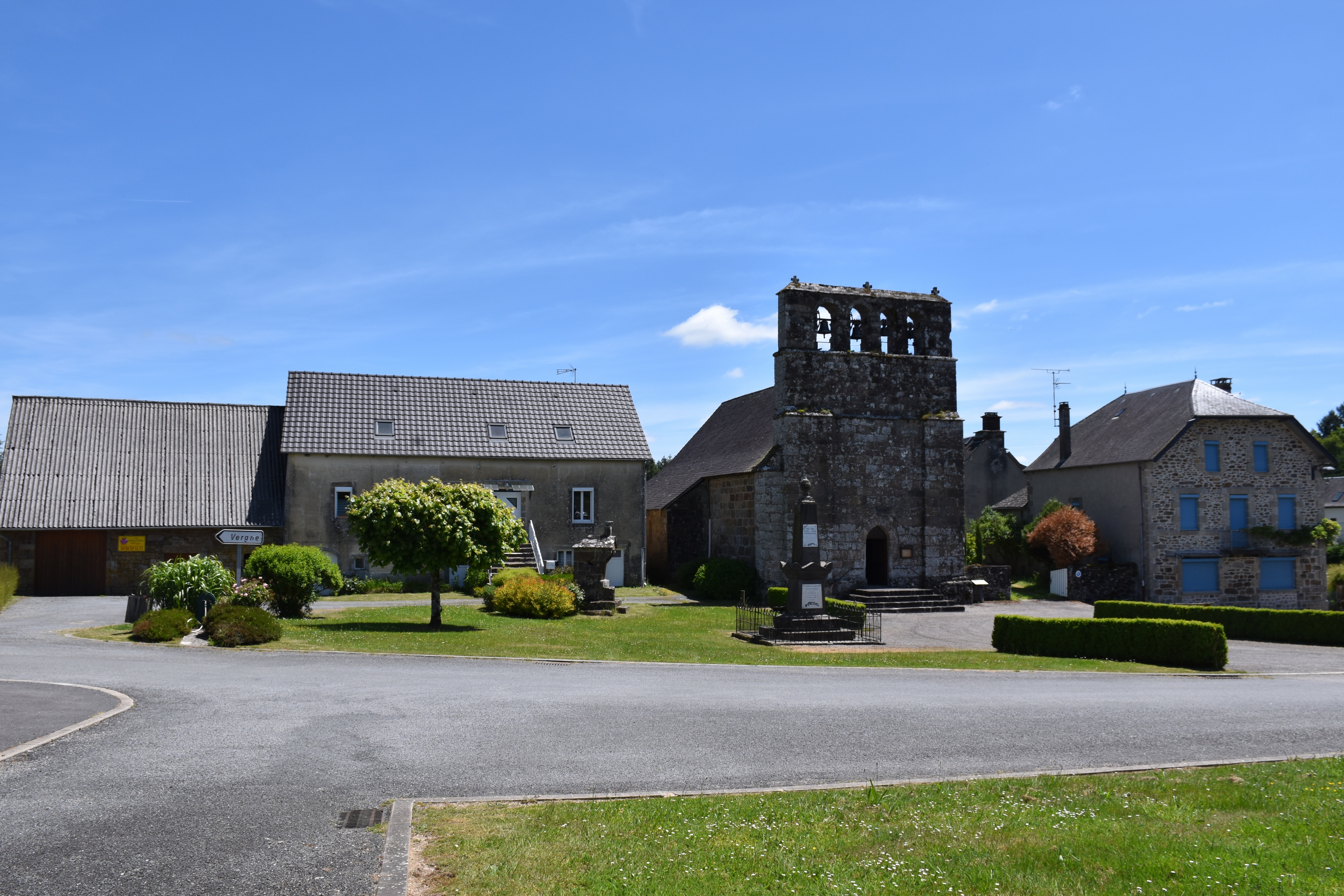
Vue de la place côté église.
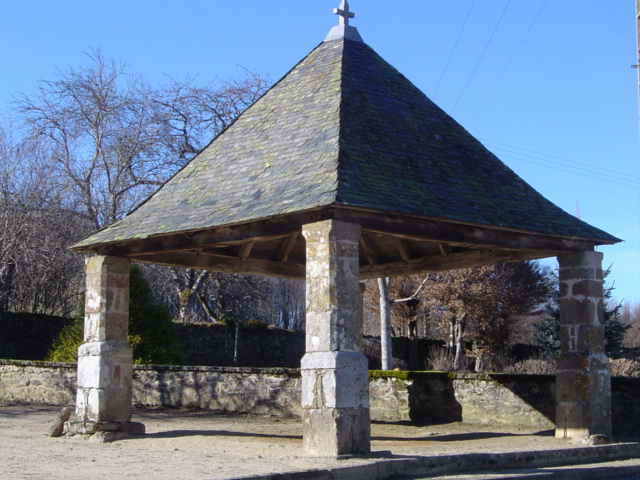
Oratoire.
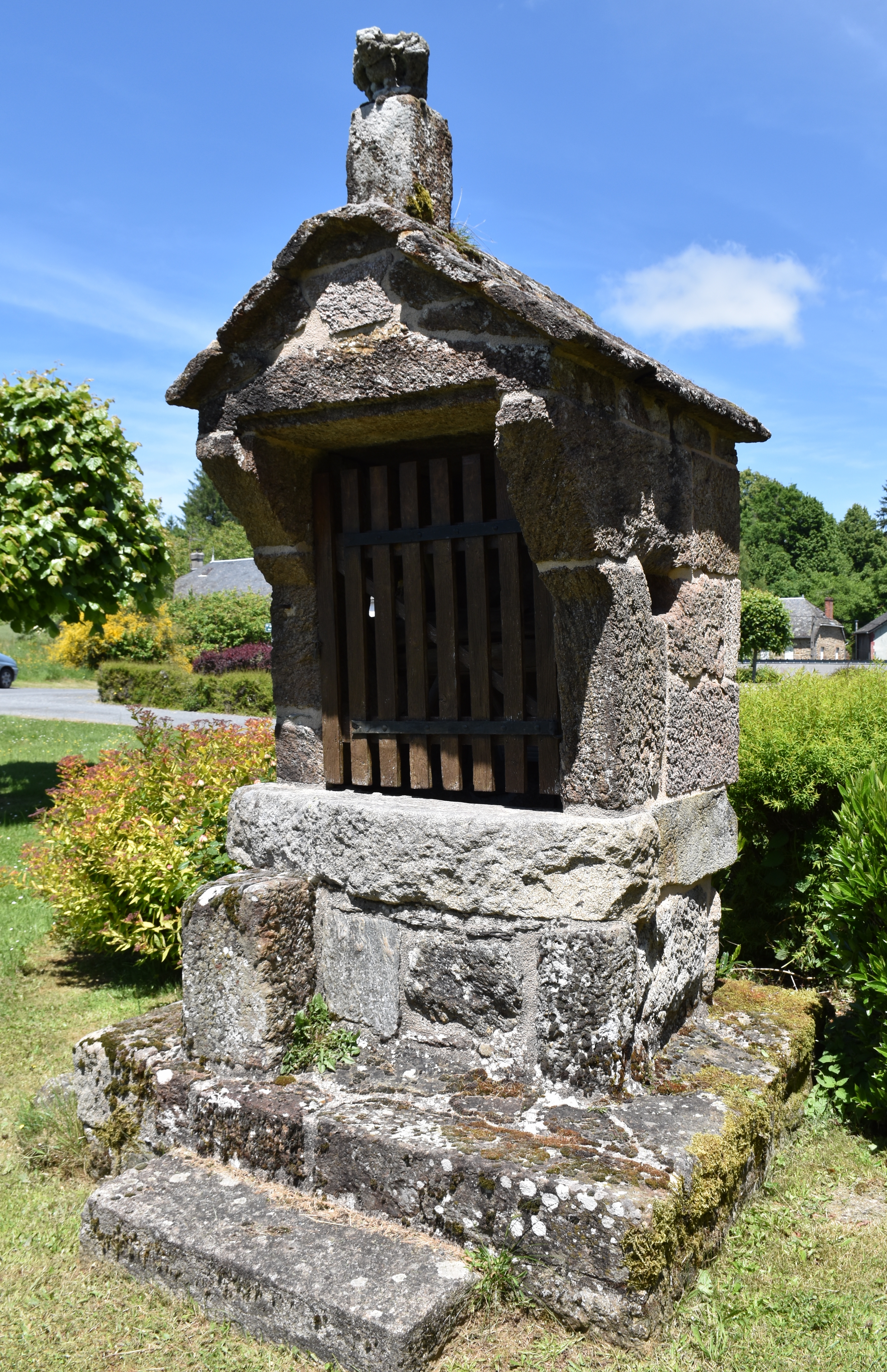
Le puits.
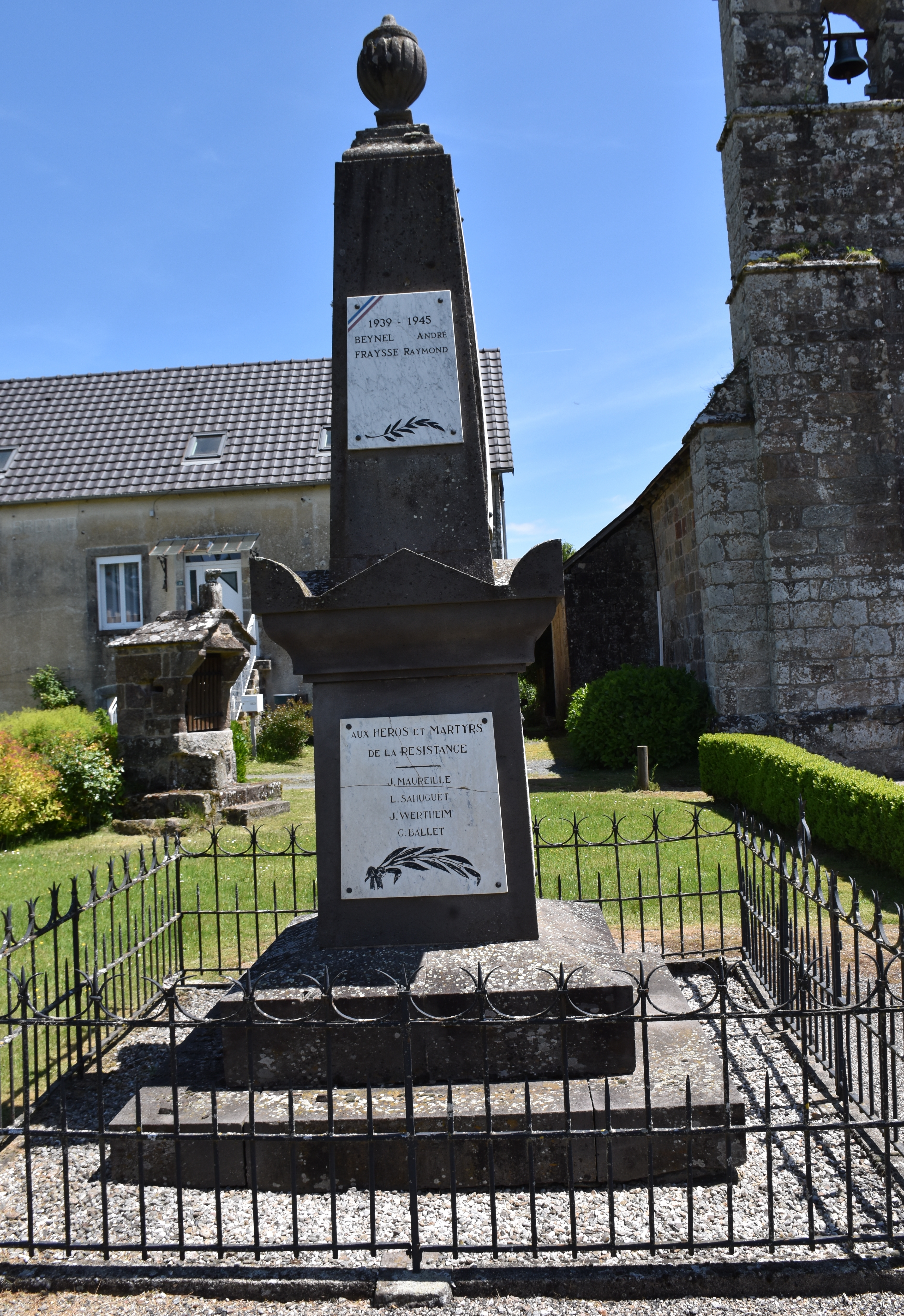
Le monument aux morts.

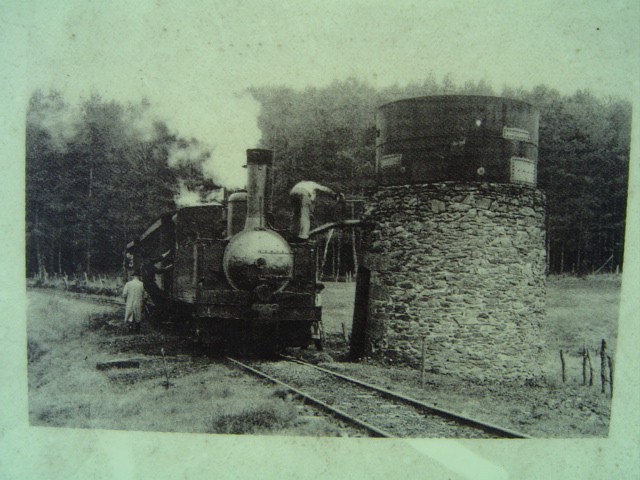
La citerne.

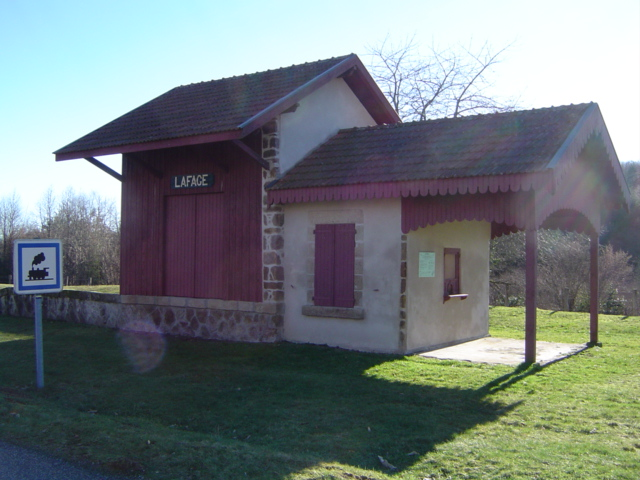
La gare.

- Il reste plusieurs vestiges du Transcorrézien, ce petit train de marchandises et de voyageurs qui reliait Tulle et Ussel. Cette ligne faisait partie du réseau des Tramways de la Corrèze, exploité entre 1904 et 1959. Le POC (Paris-Orléans-Corrèze) ou PO-Corrèze est resté quant à lui actif jusqu'en 1970.
- On peut notamment y découvrir la gare et la citerne.
- Lafage est aussi riche de symboles liés à la religion. Fort d'un prieuré dynamique à l'époque des Ventadour, plusieurs croix en pierre sont visibles dans le village. On retrouve également l'un des derniers oradours de la région ainsi que l'église avec sa particularité.
- Église Saint-Jean-Baptiste de Lafage-sur-Sombre

## Personnalités liées à la commune
- La famille Tautou, les ancêtres de la comédienne Audrey Tautou.
- Les membres de la famille de Pierre Manaudou, dont la célèbre Laure Manaudou et son désormais célèbre frère Florent Manaudou, sont originaires de cette commune.

## Héraldique
| Blason de Lafage-sur-Sombre | Blason  | D'azur à trois rocs d'échiquier d'or, au chef d'argent chargé d'un lévrier passant de sable. |
| Blason de Lafage-sur-Sombre | Détails | Le statut officiel du blason reste à déterminer.                                             |